# Branko Šotra
Branko Šotra (Kozice kod Stoca, 31. siječnja 1906. – Stockholm, 1960.) je bosanskohercegovački umjetnik.

## Životopis
Završio Kraljevsku umjetničku školu 1929. u Beogradu. U vrijeme studiranja povezao se s Komunističkom partijom Jugoslavije. Učestvuje u Drugom svjetskom ratu u borbama na prostorima Hercegovine, Crne Gore, Kosova i Metohije i Srbije. Nakon rata radio je na formiranju Doma Jugoslavenske narodne armije u Beogradu, a kasnije izabran je za njegovog načelnika. U Beogradu 1948 je izabran za redovnog profesora i prvog rektora Akademije za primijenjenu umjetnost. na toj dužnosti ostaje do 1956. godine.
Bavio se slikarstvom, grafikom, primijenjenom umjetnošću i likovnom kritikom. Poznat po grafikama koje označava crno- bijeli kontrast. U počecima likovnog izražavanja radio je ulja i ikone, a drvorezom i linorezom do kraja života. Tokom četrdesetih godina, u vrijeme socijalističkog realizma, grafikama je nastojao prikazati motive i predjele iz rata. Kasnije ih zamjenjuje prikazima hercegovačkog krša, planinama, vodonošama, starcima. U vrijeme šezdesetih, ti motivi iskoračuju iz sfere realnog i prelaze u domenu apstraktnog. Tom fazom približio se najvećim jugoslavenskim grafičarima tog vremena, Đorđu Andrejeviću Kunu i Pivu Karamatijeviću.
Grafika, odnosno tehnike drvoreza i linoreza bile su medij u kojem je uspio dočarat i prikaže svu raskošnost i nemilosrdnost prirode pa i ono što je bilo prepoznatljivo oku kao panj, pogorjela šuma – njeni strašni, jezivi, usamljeni sprženi ostaci, ogoljena bez života, ili krš, kamen, stijena – njeni gotovo morfološki prikazani slojevi postaju polako nešto neprepoznatljivo, apstraktno, asocijacija. Grafike posjeduju neobičnu atmosferu, kao da sadrže još jedan dodatni element, određen zvuk, a taj zvuk je ustvari neprekidna tišina. Neka od djela je upravo tako nazvao.
Umro je iznenada 21. 5. 1960. godine u Stockholmu. Sahranjen je u Aleji narodnih heroja na Novom groblju u Beogradu.

## Priznanja
- Orden partizanske zvijezde,
- Orden zasluga za narod,
- Pukovnik JNA
- Jedna ulica u Beogradu na Čukarici nosi ime Branka Šotre.

## Galerija u Stocu
Galerija Branka Šotre osnovana je u Stocu 28. srpnja 1963.. Bila je smještena u prostor Šarića kuće, koja se nalazi u gradskoj čaršiji, u centru Stoca. Šotrine grafike (ukupno 92), koje je on krajem pedesetih godina poklonio Umjetničkoj galeriji u Sarajevu, činile su stalnu postavku. Pored Šotrinih grafika, Galerija je posjedovala i jedanaest dijela različitih umjetnika.
Šarića kuća je zapaljena i uništena 26. srpnja 1993., a izložena djela su izuzeta, od strane «ratnih vlasti»č.

## Izložba 2019. godine u Sarajevu
Umjetnička galerija Bosne i Hercegovine u suradnji sa SPKD „Prosvjeta“ Sarajevo, priredila je 2019., izložbu retrospektivnog karaktera izložena djela Branka Šotre. Na ovoj izložbi je predstavljeno devet ulja na platnu i šperploči, koja se čuvaju u fundusu Umjetničke galerije, i jedno ulje koje se nalazi u vlasništvu Muzeja Sarajeva. To je mali broj slika koji je ostao iza Šotre. U pitanju su slike nastale tokom tridesetih godina kada je umjetnik živio u Bosni.
Početnu grupu izložbe čine crteži i grafike s motivima koje umjetnika povezuju s rodnom Hercegovinom i Stocem, to su stećci. Veliku grupu unutar izloženih crteža i grafika čine gradske vedute starog Mostara, Trebinja, Počitelja, Jajca i Stoca, s njihovim tipičnim načinom tradicionalne gradnje. Jedna grupa grafika i crteža su prikazi poljoprivrednih radova, koje približavaju narodne običaje, obradu zemlje i života sela u Bosni i Hercegovini.
Zasebnu grupu grafike čine grafike s tematikom iz Narodnooslobodilačke borbe (NOB) nastale nakon Drugog svjetskog rata.
Uspomenu na Branka Šotra i njegovu sestru čuva i Galerija legata Milene Šotre u Muzeju Hercegovine u Trebinju. Galerija sadrži 24 Milenine umjetničke slike s motivima Hercegovine i Putopis po Rusiji te 15 grafika Branka Šotre.

## Djela
- Ulica
- Motiv iz Hercegovine
- Portret Obrada Popovića, 1936. linorez
- Vaskrsenje Lazarevo, reljef, drvo
- Korjen, drvorez[3]